# Диброва (Тлумачская городская община)
Диброва (укр. Діброва) — село в Тлумачской городской общине Ивано-Франковского района Ивано-Франковской области Украины.
Население по переписи 2001 года составляло 171 человек. Занимает площадь 5,754 км². Почтовый индекс — 78010. Телефонный код — 03479.

## Религия
Постройка храма в села случилась благодаря эмигрантам в Канаду. На ихние спонсорские вклады в 1927 году построили церковь. С 1946 года церковь закрыли. В 1988 году служения возобновилось. Великий вклад в это сделал Лукащук Тодор, будучи слепым и слабым проводил Богослужения. С 1991 приходским священником был Флорескуп Михаил, а после о. Олег Легкодух.

## Население
- 1939 год 460 человек[1]
- 1989 год 179 человек
- 2001 год 171 человек
- 2022 год 98 человек[2]

## Язык
- По состоянию на 2001 год 100% назвали украинский язык родным[3]

## Памятки
- Церковь Успения Пресвятой Девы Марии (1927 г.) УГКЦ